# Станіслав Кунічак
Станіслав Броніслав Кунічак (пол. Stanisław Bronisław Kuniczak; 1900–1974) — польський військовик, підполковник артилерії Війська Польського, бригадний генерал в еміграції.

## Біографія
Народився 15 жовтня 1900 року у Львові в сім'ї Яна та Емілії (уроджена Трояновська). У віці шести років він переїхав з батьками до Відня і там закінчив початкову школу . У 1910 році повернувся до Львова, де здобув середню освіту у VIII гімназії короля Казимира Великого .
Після початку Першої світової війни у 1914 році, у віці 14 років, він вступив до Польської військової організації у Львові. У липні 1916 року вступив на службу до польських легіонів солдатом-артилеристом 1-го артилерійського полку 2-ї бригади, згодом служив у лавах Польського допоміжного корпусу . Після битви під Раранчою в середині лютого 1918 року інтернований в Хуст . Його направили до австро-угорської армії і 5 травня 1918 року в лавах 46-го полку важкої артилерії відправили на італійський фронт на річку П'ява .
У листопаді 1918 році брав участь в обороні Львова під час польсько-української війни . Після вступу в польську армію служив у артилерійському кадетському училищі та 1-му польовому артилерійському полку легіонів (до грудня 1920 р.). У 1919 році поступив на юридичний факультет Університету Яна Казимира у Львові, але навчання незабаром перервав і продовжив військову кар'єру .
У 1920—1923 роках служив у 29-му польовому артилерійському полку в Гродно. 10 листопада 1923 року його розподілили до 5-го польового артилерійського полку у Львові . У 1933—1935 роках пройшов курс у Вищій військовій школі у Варшаві. Після закінчення університету до 1939 році очолював IV експозитуру Другого відділу Генерального штабу Польської армії в Катовицях . У 1938 році очолив розвідувальний пункт «Борута» у Відні. Після австрійського шлюсу заарештований гестапо. Звільнений на прохання польського уряду.
Він одружився з Марією Джорджон, сестрою Ірени, яка стала дружиною Вацлава Кучара, спортсмена LKS Pogoń Lwów . Він став керівником футбольної секції Pogoń Lwów, футбольним арбітром .
Під час вересневої кампанії 1939 року Кунічак служив у Другому відділі штабу армії «Краків». Після агресії СРСР проти Польщі перетнув польсько-румунський кордон. У Бухаресті став керівником секретного відділення RKW. Потім він пробрався на захід і вступив до польської армії у Франції . У березні та квітні 1940 року проходив стажування у французькому 9-му корпусі в секції Лотарингії на лінії Мажино . Після капітуляції Франції пробрався до Великої Британії і став солдатом польських збройних сил на Заході. З липня 1940 року по грудень 1943 року був офіцером відділу II, потім відділу VI штабу верховного головнокомандувача в Лондоні. У грудні 1943 — травні 1944 викладав у Вищій військовій школі в Шотландії, а з травня 1944 року по лютий 1945 року — був керівником 3-го оперативного відділу штабу I польського корпусу . У лютому 1945 року призначений заступником командира 14-го легкого артилерійського полку 4-ї піхотної дивізії .
Після демобілізації він оселився в Лондоні. У 1960 році став засновником, а до кінця життя першим президентом Львівського народного гуртка в Лондоні 3 червня 1971 році Президент Республіки Польща в еміграції Август Залеський призначив його міністром соціальних справ в уряді Зигмунта Мухнєвського. 4 травня 1972 року Президент Республіки Польща в еміграції Август Залеський надав Кунічакузвання бригадного генерала. 18 липня 1972 р. Президент Республіки Польща в еміграції Станіслав Островський призначив його міністром соціальних справ в уряді Альфреда Урбанського . 30 січня 1974 року Президент Республіки Польща в еміграції Станіслав Островський призначив його президентом Вищої контрольної палати .
Останні два місяці життя Кунічак перебував у лікарні . Помер 14 травня 1974 року в Лондоні . 22 травня 1974 року, його поховали на місцевому кладовищі Чісвік.

## Звання
- Лейтенант — 1 грудня 1920 року
- Капітан — за вислугою років 1 січня 1931 року
- Майор — за вислугою років 19 березня 1938 р [5] [11]
- Підполковник — 1 березня 1944 р. [11]
- Полковник — 15 серпня 1964 р. [11] [12]
- Бригадний генерал — 4 травня 1972 р. [11]

## Ордени та прикраси
- Командорський хрест із зіркою ордена Відродження Польщі (3 травня 1974 р.)[13]
- Командорський хрест ордена Відродження Польщі (31 січня 1974 р.)[13]
- Офіцерський хрест ордена Відродження Польщі
- Лицарський хрест ордена Відродження Польщі
- Золотий Хрест Заслуги[1]
- Медаль Незалежності (19 грудня 1933 р.)[14]
- Срібний Хрест Заслуги (19 березня 1931 р.)[15]
- Хрест Армії Крайової
- Військовий хрест 1941—1944 (1967, Югославія)[16]
- Золотий почесний знак Львівського народного гуртка в Лондоні (1970)[17]
- Титул почесного президента Польської комуни Західного Лондона (19 квітня 1970 р.)[18]